# Метлок (5. сезона)
Пета сезона серије Метлок је емитована од 18. септембра 1990. до 30. априла 1991. године и броји 22 епизоде.

## Опис
Главна постава се у овој сезони није мењала.

## Улоге
- Енди Грифит као Бен Метлок
- Ненси Стафорд као Мишел Томас
- Џули Сомарс као ПОТ Џули Марч
- Кларенс Гилјард мл. као Конрад МекМастерс

## Епизоде
| Бр. еп. (укупно) | Бр. еп. (у сезони) | Наслов                       | Редитељ          | Сценариста                                                                                         | Премијера           | Гледаност у U.S. (милиони) |
| --- | ------------------ | ---------------------------- | ---------------- | -------------------------------------------------------------------------------------------------- | ------------------- | -------------------------- |
| 93 | 1                  | "Мајка"                      | Роберт Ширер     | Мајкл Маркс                                                                                        | 18. септембар 1990. | 23.60                      |
| Пошто Филис Тод није хтела да јој ћерку прогласе кривом (што и јесте била), она је признала убиство Френка Ларсона са ким је њена ћерка имала прељубу. Такође, Конрад се кладио са Мишел да не може да заведе Бена. |                    |                              |                  | |                     |                            |
| 94 | 2                  | "Кад немаш где (1. део)"     | Харви С. Ледмен  | Синопсис: Ен Колинс Сценарио: Дин Харгров и Џоел Штајгер                                           | 25. септембар 1990. | 22.80                      |
| Након што је познати лосанђелески судија казнио Метлока због непоштовања суда, убрзо је пронађен мртав, а Метлок мора да се брани због његовог убиства док је у Лос Анђелесу. |                    |                              |                  | |                     |                            |
| 95 | 3                  | "Кад немаш где (2. део)"     | Харви С. Ледмен  | Синопсис: Ен Колинс Сценарио: Дин Харгров и Џоел Штајгер                                           | 25. септембар 1990. | 22.80                      |
| Док је Мишел настављала да брани Метлока због убиства судије Прајса, Конрад је добио посао шанкера, али није успео да сарађује са ФБИ-јем што је довело до његовог привременог хапшења. |                    |                              |                  | |                     |                            |
| 96 | 4                  | "Мадам"                      | Лео Пен          | Џералд Саноф                                                                                       | 2. октобар 1990.    | 23.10                      |
| Када је једна Мадам оптужена да је убила једну своју девојку за пословну пратњу, Метлок је пристао да преузме случај. |                    |                              |                  | |                     |                            |
| 97 | 5                  | "Лични тренер"               | Барт Бринкерхоф  | Линколн Кајби                                                                                      | 9. октобар 1990.    | 24.00                      |
| Метлоков мајстор и Џоанин супруг је приведен због убиства личног тренера Харија Слејда. Метлок се усрећио кад је прихватио случај јер му је Џорџ обећао да ће му поправити кров. Ипак, случај није био једноставан јер је испало да је Хари спавао са још четири жене међу којима је и Џорџова супруга. |                    |                              |                  | |                     |                            |
| 98 | 6                  | "Наркотик"                   | Харви С. Ледмен  | Фил Мишкин                                                                                         | 23. октобар 1990.   | 24.10                      |
| Након што је детектив Ед Тобијас разоткрио своје сараднике људима са врха (јер су продавали дрогу коју нису предали), он је убијен. Поручник Боб Брукс је замолио Метлока да брани оптуженог убицу и јединог из одељења који није продавао. Док је играо бејзбол са Конрадом, Метлок сав срећан брани Бауера, поготово ако је Бауер гадан као и његови другови, јер је знао шта су радили и ћутао. |                    |                              |                  | |                     |                            |
| 99 | 7                  | "Тајна (1. део)"             | Лео Пен          | Џералд Саноф                                                                                       | 30. октобар 1990.   | 22.60                      |
| Када је Метлок прихватио случај певача и коцкара Тајлера који је оптужен да је убио свог књиговођу, он мисли да је неко из књиговођине прошлости кривац. |                    |                              |                  | |                     |                            |
| 100 | 8                  | "Тајна (2. део)"             | Лео Пен          | Џералд Саноф                                                                                       | 6. новембар 1990.   | 21.90                      |
| Метлок је послао Конрада у Чикаго како би узео доказ који ће доказати Тајлерову невиност. |                    |                              |                  | |                     |                            |
| 101 | 9                  | "Браћа"                      | Кристофер Хиблер | Ен Колинс и Џералд Саноф                                                                           | 13. новембар 1990.  | 23.80                      |
| Познети сјајни пластични хирург је упао у расправу са својим ортаком око окончања њиховог посла непосредно пре него што је убијен. Ловел је одмах постао осумњичен све док Метлок није упознао његовог брата близанца Герија. |                    |                              |                  | |                     |                            |
| 102 | 10                 | "Девојка са насловне стране" | Кристифер Хиблер | Макс Ајзенберг                                                                                     | 20. новембар 1990.  | 23.70                      |
| Конрад је срећан што је упознао Метлока са својом новом девојком Карлом Ројс. Кад јој је шеф убијен, Конрад и Карла су замолили Метлока да преузме случај фотографа, а Карла ће платити својом заоставштином. |                    |                              |                  | |                     |                            |
| 103 | 11                 | "Моториста"                  | Харви С. Ледмен  | Брус Шели и Рид Шели                                                                               | 27. новембар 1990.  | 24.40                      |
| Познати глумац са лошим угледом је убијен док је ишао на једну премијеру. Због тога је један судија, иначе Метлоков друг, замолио Метлока да заступа његовог сина Никија, мотористу који је раније добио отказ на послу. Ники се такође потукао са Конрадом, а остали мотористи су гледали док је Метлок ишао ка његовим колима. Метлок је рекао Никију да, или уђе у кола, или ће ићи на доживотну. |                    |                              |                  | |                     |                            |
| 104 | 12                 | "Деоничар"                   | Роберт Ширер     | Дајана Копалд Маркус                                                                               | 4. децембар 1990.   | 22.20                      |
| Кад је деоничар Ричард Вагнер убијен, његов бивши ортак Ејвери Кембел се обратио Џули за помоћ. Џули шеф Стенли Хејден сили да га оптужи. |                    |                              |                  | |                     |                            |
| 105 | 13                 | "Боксер"                     | Кристофер Хиблер | Синопсис: Фил Комбсет, Дејвид Хофман и Лесли Дерил Зерг Сценарио: Дејвид Хофман и Лесли Дерил Зерг | 11. децембар 1990.  | 22.20                      |
| Били Леон је оптужен за убиство Ника Андервуда, извештача за кога је Били мислио да му је друг (док није објавио у новинама да се Били допинговао). Кад се све остало прочуло, Метлок је пристао да преузме Билијев случај. Метлок, Мишел и Конрад су били узбуђени када су сазнали ко је у ствари убица јер им је требало доста времена да открију то. |                    |                              |                  | |                     |                            |
| 106 | 14                 | "Критичар"                   | Роберт Ширер     | Фил Мишкин                                                                                         | 8. јануар 1991.     | 24.30                      |
| Метлок познаје Сема Спелвина од његове 6. године па је радо пристао да буде саветник на представи Љубавници и заступници његове странке. Критичар Џон Босли Хакет који је видео представу јој је дао "два палца на доле". Кад је Хакет убијен, Сем је ухапшен. Метлок је са великим задовољством бранио свог дугогодишњег пријатеља и одложио своју плату док су чекали да виде да ли је представа имала добру публику. Бен је такође пронашао још неколико људи који су такође са задовољством желели критичара мртвог (као и да Семова представа успе). |                    |                              |                  | |                     |                            |
| 107 | 15                 | "Родитељи"                   | Харви С. Ледмен  | Мајкл Маркс                                                                                        | 15. јануар 1991.    | 25.30                      |
| Хаураду и Ејми Богс су услишене молитве када извесна Џил жели да им да дете које је хтела да да на усвајање. Кад се Џил предомислила па је пронађена мртва, Хауард и Ејми Богс су постали осумњичени број један за њено убиство. |                    |                              |                  | |                     |                            |
| 108 | 16                 | "Човек године"               | Барт Бринкерхоф  | Синопсис: Ен Колинс Сценарио: Џералд Саноф                                                         | 29. јануар 1991.    | 19.90                      |
| Мишелин бивши дечко Артур Секстон, бивши ди џеј који је проглашен да није крив за убиство Робија Мура, се вратио како би покварио догађај на ком је Метлок проглашен за "Човека године". Метлок је требало да се појави. Ипак, ствар је у томе што су се Метлоку покварила кола, а он није имао избора сем да пита кућну помоћницу госпођу МекКарди да га повезе. Током лаког, а кратког пута им је пукла гума, завршили су као таоци па у затвору. Артур је одлучио да почне емисију без Метлока, а појавио се на прослави безобразно због чега су Мишел, Џули па и он причали како им је било на послу код шефа. Једним позивом, Метлок је наваљивао да дежурни пронађе Конрада на пријему на ком су Мишел и Џули јер мора да иде у мали град Лупервило како би га вратио кући, али је настало још невоља кад је један младић имао удес, а Конрад приведен у Шерифску испоставу где је шериф чуо да нико нема кола да се врати у Атланту и да нико нема новца, али на Метлокову, Конрадову и срећу госпође МекКарди, превезли су се камионом са кокошкама и петловима. У овој епизоди коришћени су делови из епизода "Расадник" и "Ди џеј" треће и "Бивши" четврте сезоне. |                    |                              |                  | |                     |                            |
| 109 | 17                 | "Пироман"                    | Роберт Ширер     | Џим МекГрат                                                                                        | 5. фебруар 1991.    | 22.70                      |
| Пословни ортаци Марвин Шеј и Сид Френклин су пословни сарадници већ 30 година. Њима је кредит одбијен па не могу да плате кирију. Зато је Марвин наговорио Сида да унајме пиромана како би дошли до новца и могли да почну испочетка. Пре него што је Марвин стигао да поново поразговара са пироманом, он је пронађен мртав током ћеркине удаје. Сида гризе савест. |                    |                              |                  | |                     |                            |
| 110 | 18                 | "Формула"                    | Кристофер Хиблер | Синопсис: Ен Колинс Сценарио: Џералд Саноф                                                         | 12. фебруар 1991.   | 22.20                      |
| Усред ноћи, Метлока је позвао младић који му је кречио кућу и рекао да је ухапшен јер је украо формулу за лечење ћелавости од друштва које је дало отказ његовом другу и укралу материјал. Дан касније, Метлока је после убиства звао исти младић и рекао да је оптужен да је убио човека за кога је он украо формулу. Највећа ствар је у томе што то што Џеф говори нема никаквог смисла. Испало је да др. Тим Крајдер − човек који му је дозволио да украде формулу − уопште није ни добио отказ. |                    |                              |                  | |                     |                            |
| 111 | 19                 | "Суђење (1. део)"            | Френк Такери     | Синопсис: Ен Колинс Сценарио: Џералд Саноф                                                         | 19. фебруар 1991.   | 23.20                      |
| ПОТ Хауард Рајт је убијен у својој пословници. због тога се државни тужилац обратио Метлоку и замолио га да прихвати место посебног тужиоца. Уз Мишелину и Конрадову помоћ, Метлок је почео да истражује Рајтову прошлост и приметио да је човек трошио новац који није могао да заради законито. Док је истраживао имена која је Рајт оставио иза себе, Метлок се упетљао у тужбу Максвела Тојса. |                    |                              |                  | |                     |                            |
| 112 | 20                 | "Суђење (2. део)"            | Френк Такери     | Синопсис: Ен Колинс Сценарио: Џералд Саноф                                                         | 26. фебруар 1991.   | 23.20                      |
| Мишел и Метлок су охрабрили Метлока да открије шта се дешава са случајем "Рајт" кад је дисквалификован из последње рунде такмичења. Постоје и разне друге подприче − међу којима је и Дубоко грло које је рекло Бену да "прати новац". |                    |                              |                  | |                     |                            |
| 113 | 21                 | "Несрећа"                    | Кристофер Хиблер | Макс Ајзенберг и Лонон Ф. Смит                                                                     | 26. март 1991.      | 22.10                      |
| Јуџин Добс и Нолан Вилер су направили наочиту заступничко-истражитељску екипу. Добс је радан на свим случајевима док Вилер ради теренски део посла. Након што Добс није хтео да испуни све што је обећао свом тренеру ногомета Џону Крамеру, он се састао са њим једно вече у послвници због чега је Крамер постао главни осумњичени. Метлок је одлучио да преузме случај, делом да докаже Крамеру да нису сви заступници ђубрад и делом јер се списак људи који су желели Добса мртвог повећава из минута у минут, а он и Конрад су пронашли занимљиву везу између Добса, управника месног воденог парка и Добсове супруге. |                    |                              |                  | |                     |                            |
| 114 | 22                 | "Позната личност"            | Лео Пен          | Џералд Саноф                                                                                       | 30. април 1991.     | 18.60                      |
| Бен и Џули заступају некада познату филмску диву (која је сада козметичарка) јер јој је смештено убиство бившег љубавника како би се спречила објава неких њених слика. |                    |                              |                  | |                     |                            |